# David Moorcroft

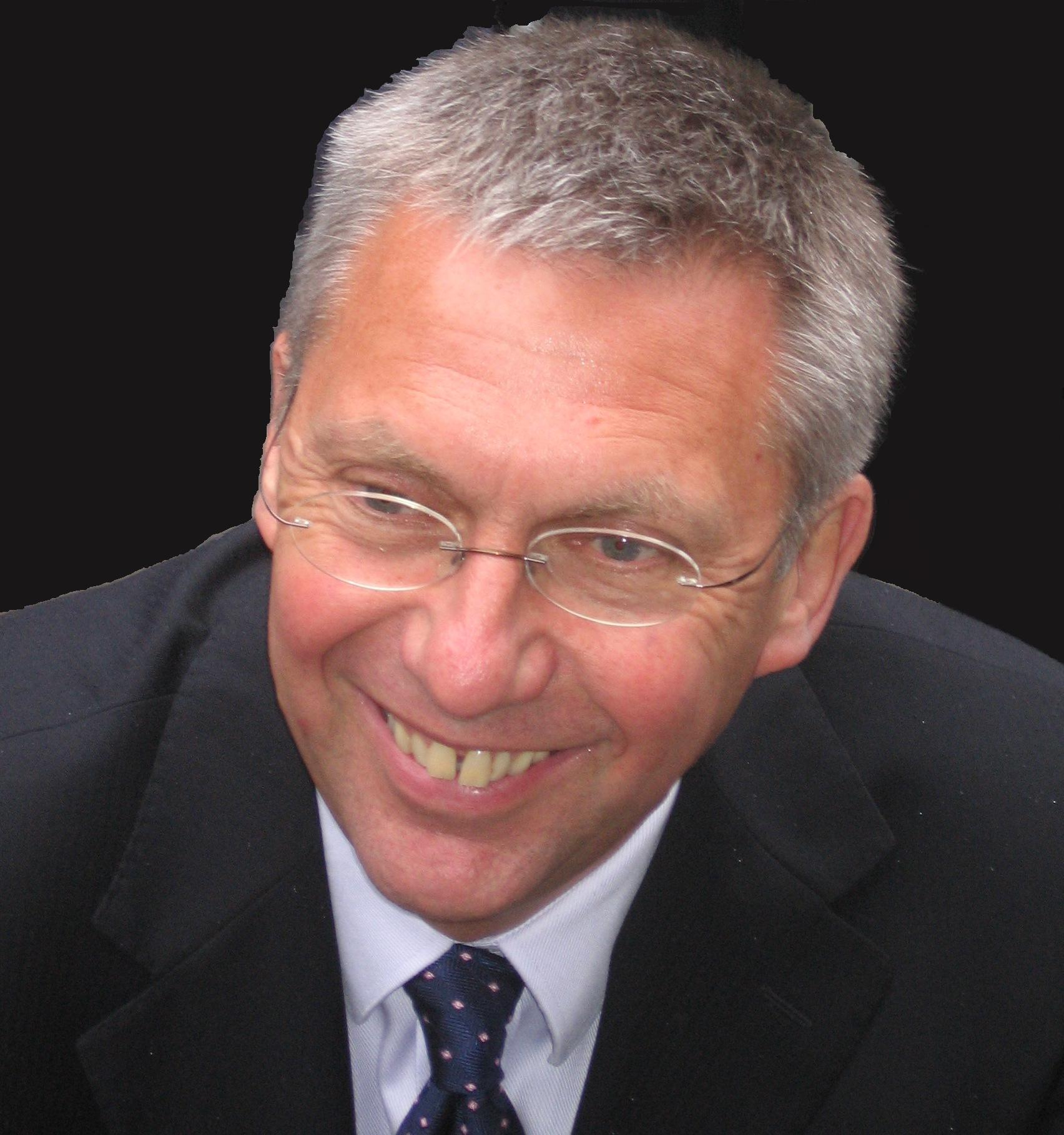
David Moorcroft (2008)

David Moorcroft (David Robert „Dave“ Moorcroft; * 10. April 1953 in Coventry) ist ein ehemaliger britischer Mittel- und Langstreckenläufer, der Ende der 1970er und Anfang der 1980er Jahre zur Weltspitze zählte.
Bei den Olympischen Spielen 1976 in Montreal wurde er Siebter über 1500 m. 1978 gewann er über dieselbe Distanz zunächst bei den Leichtathletik-Europameisterschaften in Prag Bronze und siegte dann für England startend bei den Commonwealth Games in Edmonton.
Bei den Olympischen Spielen 1980 startete er über 5000 m, schied aber mit Magenproblemen im Halbfinale aus. 1982 siegte er über dieselbe Distanz bei den Commonwealth Games in Brisbane und verbesserte bei den Bislett Games den ein Jahr alten Weltrekord des Kenianers Henry Rono um fast sechs Sekunden auf 13:00,41 min. Diesen Rekord hielt er drei Jahre lang. Als Favorit reiste er zur Leichtathletik-Europameisterschaften in Athen, musste sich aber dort den beiden Deutschen Thomas Wessinghage und Werner Schildhauer geschlagen geben.
Bei den Olympischen Spielen 1984 in Los Angeles belegte er über 5000 m den 14. Platz.
Während seiner aktiven Zeit war David Moorcroft Student der Sportwissenschaft an der Universität Loughborough. Derzeit ist er Geschäftsführer des britischen Leichtathletikverbandes UK Athletics (UKA). 1998 wurde er für seine Verdienste um die Leichtathletik mit dem Order of the British Empire ausgezeichnet.

## Persönliche Bestzeiten
- 800 m: 1:46,64 min, 25. Juli 1982, London
- 1000 m: 2:18,95 min, 6. August 1976, Edinburgh
- 1500 m: 3:33,79 min, 27. Juli 1982, Hengelo
- 1 Meile: 3:49,34 min, 26. Juni 1982, Oslo
- 2000 m: 5:02,86 min, 19. Juli 1986, Birmingham
- 3000 m: 7:32,79 min, 17. Juli 1982, London (ehemaliger britischer Rekord)
- 5000 m: 13:00,41 min, 7. Juli 1982, Oslo (ehemaliger Weltrekord)
- 10-km-Straßenlauf: 28:09 min, 16. Mai 1982, Cleveland